# Lestkov (Klášterec nad Ohří)
Lestkov (německy Leskau) je malá vesnice, část města Klášterec nad Ohří v okrese Chomutov. Nachází se asi 2,5 kilometru jihovýchodně od Klášterce nad Ohří. Lestkov leží v katastrálním území Lestkov u Klášterce nad Ohří o rozloze 3,83 km² a Velká Lesná o rozloze 0,67 km².

## Název
Název vesnice je odvozen z osobního jména Lestek (zkráceně Lstimír nebo Lstibor). V historických pramenech se jméno vesnice vyskytuje ve tvarech: Lestkow (1460), Lestkowie (1488), Leskow (1593), Leßka (1639), Leskau a Leschkau (1787) a někdy také česky Leska.

## Historie

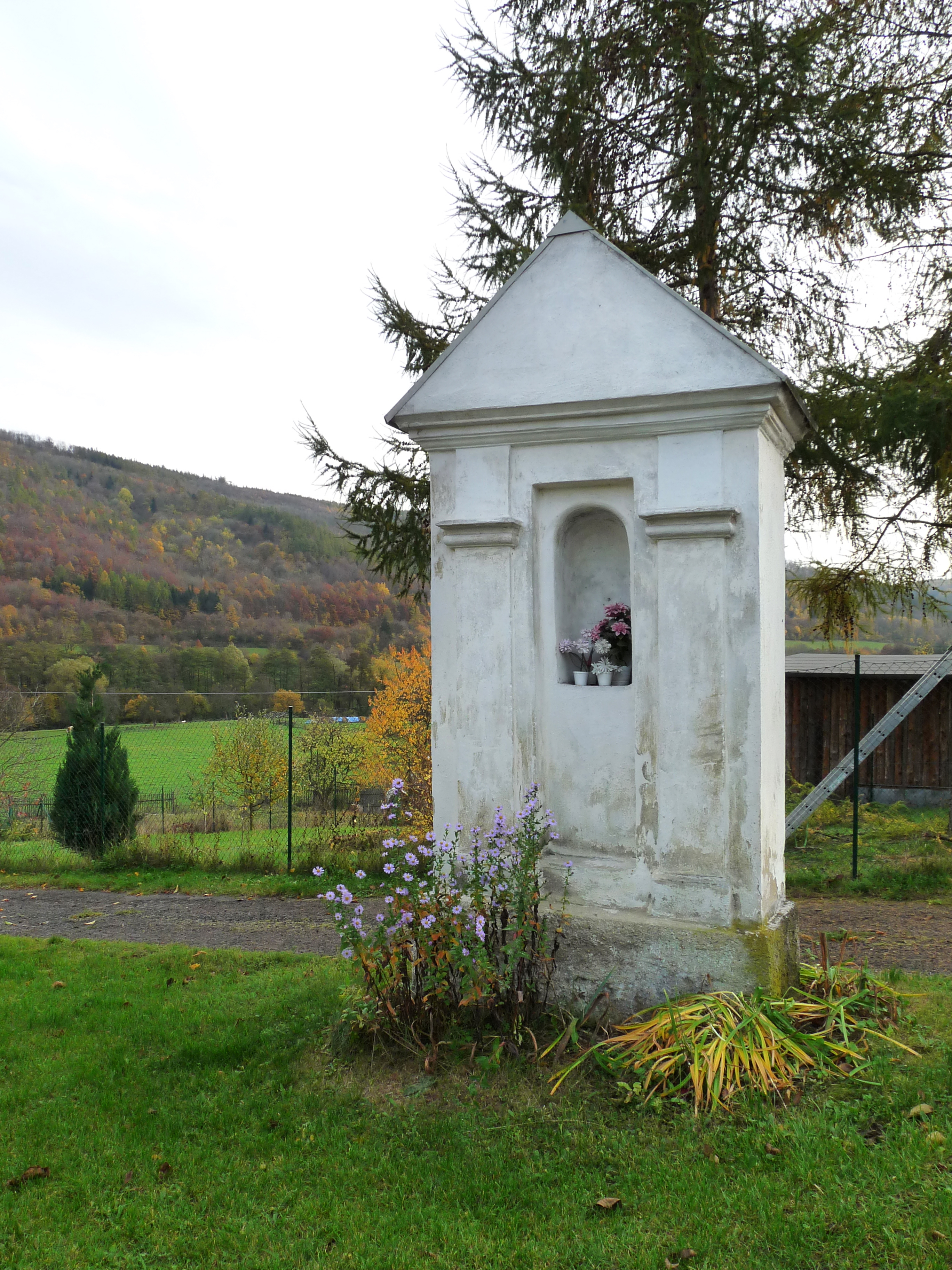
Kaplička

Nejstarší dějiny Lestkova úzce souvisely s dějinami hradu Egerberk, v jehož podhradí se vesnice nachází. První písemná zmínka o ní pochází z roku 1407. V roce 1444 byla zmíněna vesnická lázeň využívaná vrchností a roku 1460 se na Ohři vybíralo clo.
V roce 1557 Egerberk koupil Bohuslav Felix Hasištejnský z Lobkovic. Zchátralý hrad se už nehodil k pohodlnému bydlení, a Bohuslav proto přestěhoval sídlo panství na nově založený zámek Felixburg. V roce 1572 nechal sestavit nový urbář, podle kterého v Lestkově žilo jedenáct mužů, kteří vrchnosti odváděli daň ve výši osm kop a 35 grošů ročně a k tomu patnáct strychů a jeden věrtel ovsa a patnáct slepic. Museli také držet stráž na hradě, odebírat pivo z vesnického nebo hradního pivovaru, pomáhat při senoseči a podle požadavků panstva také pracovat na vinohradu, česat chmel nebo roubovat stromy. Byli však osvobozeni od stavebních prací na hradě a od účasti na panských honech.
Během stavovského povstání v letech 1618–1620 patřil Felixburk Matyáši mladšímu Štampachovi ze Štampachu. Za účast na povstání mu byly zkonfiskovány dvě třetiny majetku. Zámek poté v roce 1623 koupil svobodný pán Kryštof Šimon Thun a připojil jej i s Lestkovem ke kláštereckému panství.
U cesty do Rašovic už v roce 1649 fungoval mlýn na tříslo, který byl v provozu ještě na počátku dvacátého století. Podle berní ruly z roku 1654 v Lestkově žilo deset chalupníků a čtyři lidé bez pozemků. Chalupníci obdělávali 68 strychů polí, na kterých pěstovali žito. Celkem ve vsi chovali devatenáct krav, deset jalovic, pět prasat a jednu kozu. Byla zde hospoda a pracoval tu jeden krejčí. Ke zdrojům příjmů patřilo také zpracování dřeva a jeho prodej v Kadani.
V roce 1773 byla ve vsi postavena nová budova poplužního dvora. V devatenáctém století představovaly hlavní zdroje obživy práce v zemědělství, v lese a nádeničina. Děti docházely do rašovické školy. Od roku 1888 měla vesnice vlastní sbor dobrovolných hasičů. V roce 1912 obec zřídila vodovod.

## Přírodní poměry

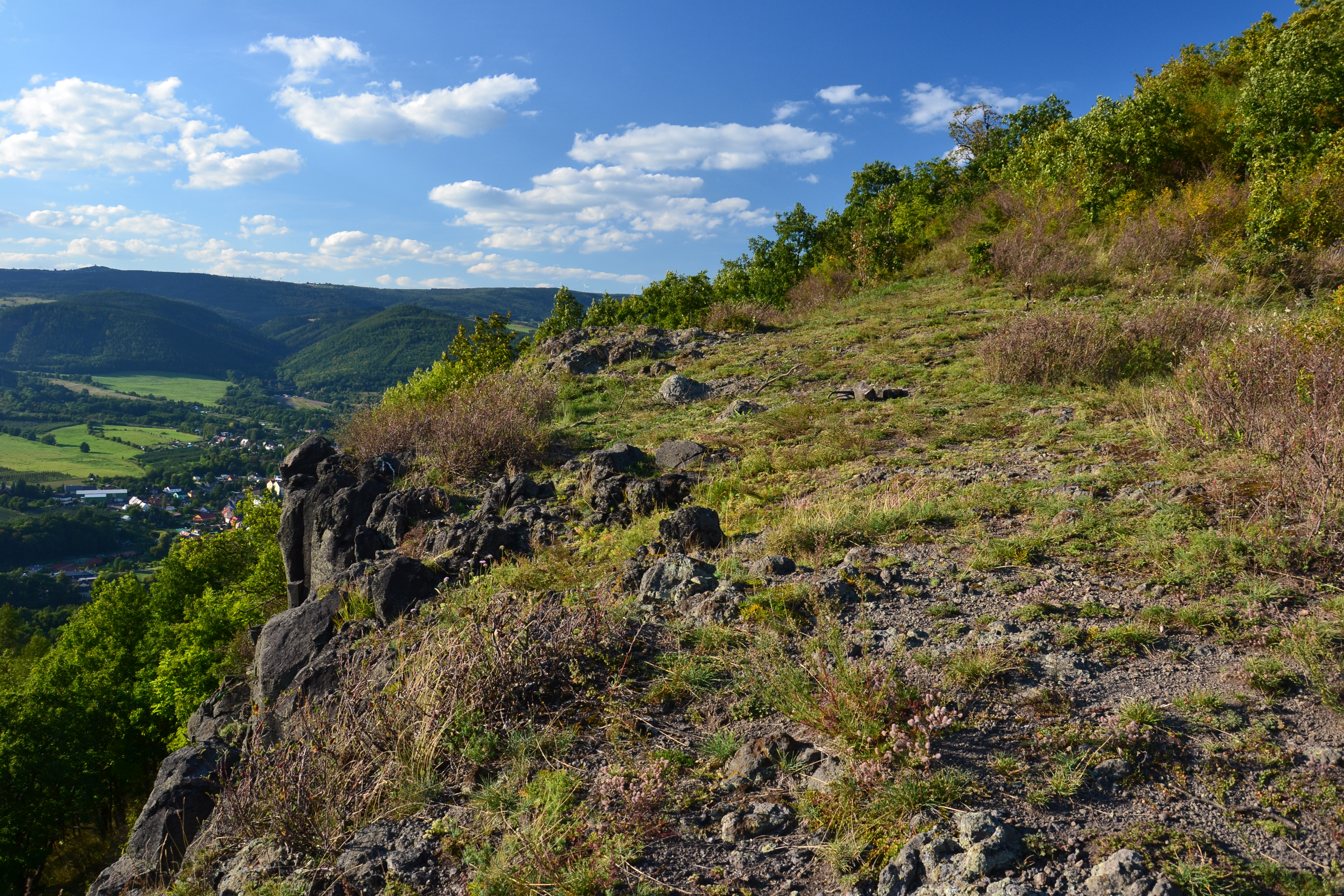
Přírodní památka Mravenčák

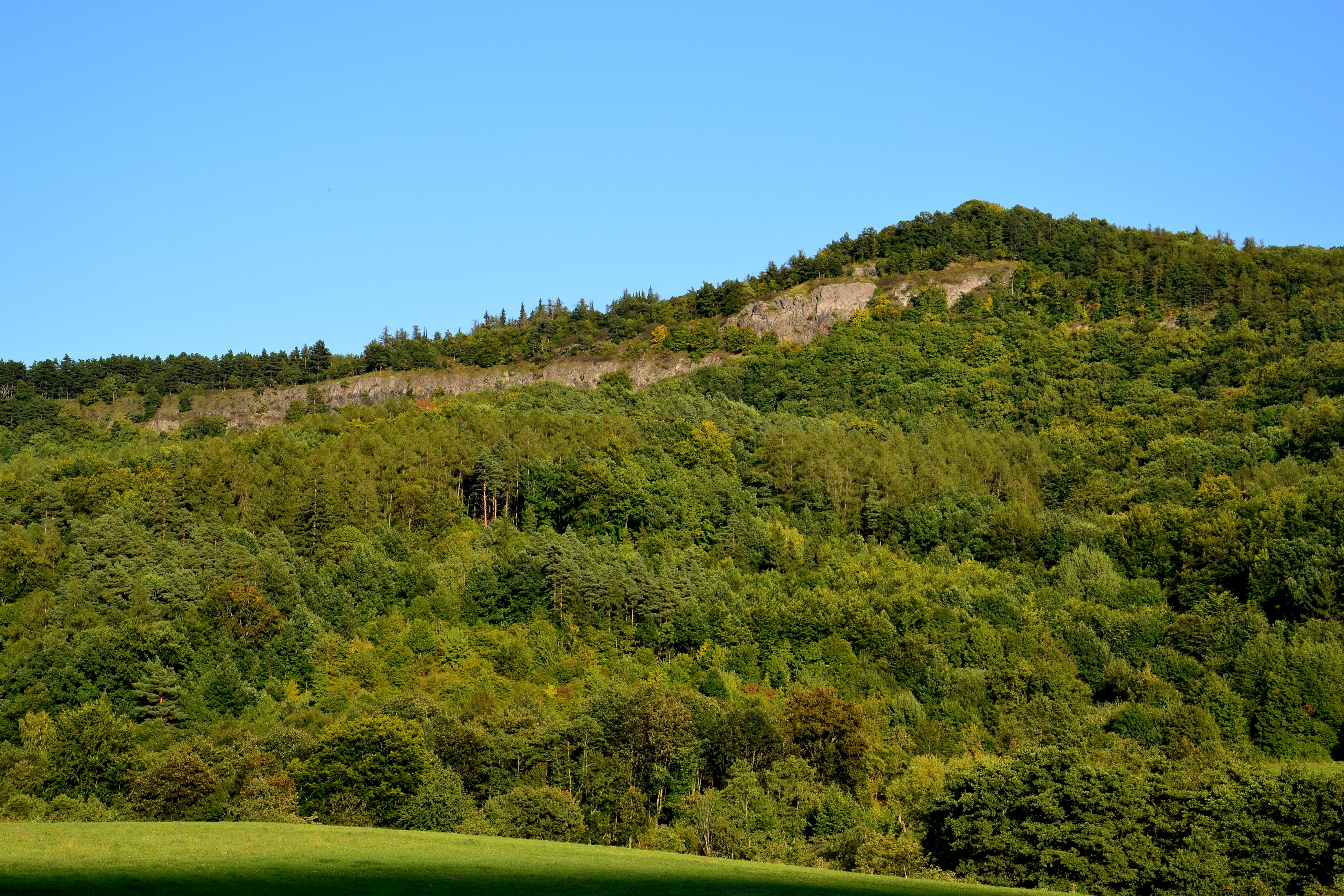
Národní přírodní památka Rašovické skály

Geologické podloží katastrálního území je tvořené třetihorními vulkanickými horninami. Během vzniku Doupovských hor existovalo na vrchu Lestkov samostatné vulkanické centrum, jehož existenci dokládají hrubozrnná pyroklastika. Přímo pod zříceninou hradu se nachází proud brekciové lávy a strusky. Na styku lávy s níže položenými tufy došlo k vypálení tufů do červena. Z vrchu byly popsány nálezy minerálu phillipsit, který patří mezi zeolity. V geomorfologickém členění Česka leží katastrální území v Doupovských horách, konkrétně v okrsku Jehličenská hornatina. Ve východní části území, pod Rašovickými skalami, se nachází stopy po rozsáhlém rotačním sesuvu dlouhém 1100 metrů a až 500 metrů širokém. Sesuv zde vytvořil drobné bezodtoké sníženiny a mokřady a posunul koryto Rašovického potoka. Z půdních typů se zde vyskytuje pouze kambizem eutrofní. Celé území leží v povodí Ohře a většinu odvodňuje Rašovický potok, který pramení v jižní části katastrálního území u hranice s vojenským újezdem Hradiště.
Ovocnářskou minulost Doupovských hor dokládají pozůstatky sadů a alejí. Konkrétně u Lestkova se částečně dochovala hrušňová alej. Okolí vesnice tvořené doubravami je jedním z těžišť výskytu strakapouda prostředního (Dendrocopos medius).
Ze zvláště chráněných území do katastrálního území Lestkova zasahuje národní přírodní památka Rašovické skály na východě a přírodní památka Mravenčák na severozápadě. Celé území je součástí evropsky významné lokality Doupovské hory a stejnojmenné ptačí oblasti.

## Obyvatelstvo
Při sčítání lidu v roce 1921 zde žilo 177 obyvatel (z toho 77 mužů) německé národnosti, kteří byli kromě dvou evangelíků římskokatolického vyznání. Podle sčítání lidu z roku 1930 měla vesnice 170 obyvatel: 167 Němců a tři cizince. Všichni se hlásili k římskokatolické církvi.
|                                                                  | 1869 | 1880 | 1890 | 1900 | 1910 | 1921 | 1930 | 1950 | 1961 | 1970 | 1980 | 1991 | 2001 | 2011 | 2021 |
| ---------------------------------------------------------------- | ---- | ---- | ---- | ---- | ---- | ---- | ---- | ---- | ---- | ---- | ---- | ---- | ---- | ---- | ---- |
| Obyvatelé                                                        | 194  | 195  | 202  | 160  | 183  | 177  | 170  | 94   | 70   | 57   | 51   | 39   | 52   | 49   | 55   |
| Domy                                                             | 34   | 36   | 35   | 34   | 34   | 32   | 36   | 30   | —    | 17   | 16   | 20   | 23   | 25   | 27   |
| Počet domů z roku 1961 je zahrnut v celkovém počtu domů Rašovic. |      |      |      |      |      |      |      |      |      |      |      |      |      |      |      |

## Obecní správa

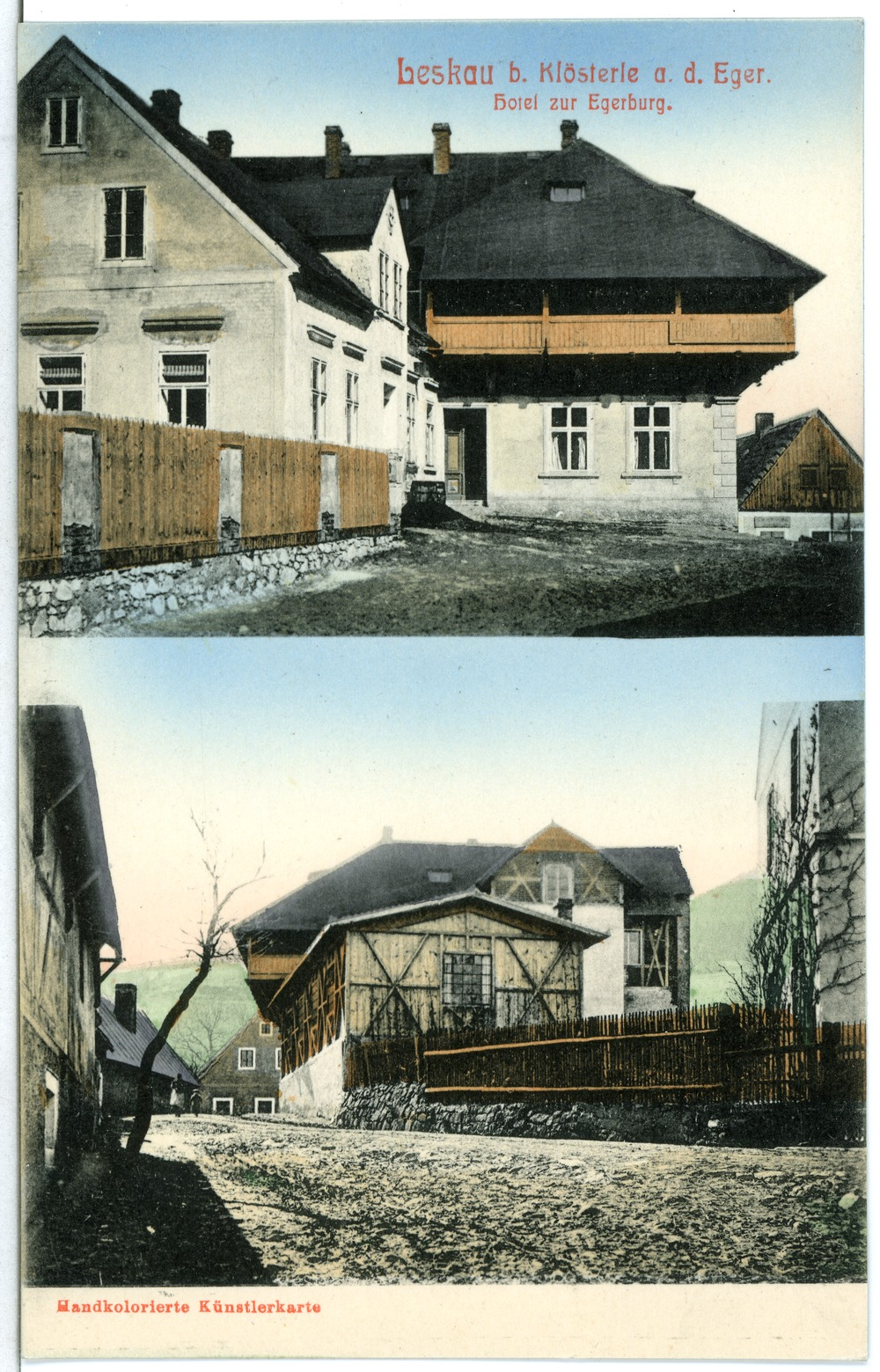
Lestkov na fotografiích z roku 1910

Po zrušení poddanství se v roce 1850 Lestkov stal samostatnou obcí, ale už roku 1869 je uváděn jako osada Rašovic, se kterými byl roku 1961 jako část obce připojen ke Klášterci nad Ohří.

## Pamětihodnosti
- Zřícenina hradu Egerberk
- Přírodní památka Mravenčák – skalnatý vrch s teplomilnou květenou.
- Přírodní památka Rašovické skály